# Старе (Черкаська область)
Старе (стародавня назва — Старі Васютинці) — колишнє село в Україні, в Іркліївському районі Черкаської області. Зникло через затоплення водами Кременчуцького водосховища у 1959—1960 роках.

## Історія
За часів Гетьманщини селище Старі Васютинці (Старе) входило до складу Іркліївської сотні Переяславського полку.
Зі скасуванням сотенного устрою Старе перейшло до Градизького повіту Київського намісництва.
За описом Київського намісництва 1787 року в селищі Старе проживало 256 душ. Було у володінні козаків і власників: статського радника Неплюєва і військового товариша Михайла Коропа.
У ХІХ столітті село Старе перебувало в складі Васютинської волості Золотоніського повіту Полтавської губернії.
Селище позначено на мапі 1826—1840 років під назвою Старе.
У 1870 році в селі була зведена Покровська церква до цього було приписане до Миколаївської церкви у Васютинцях.
У 1959—1960 роках, через утворення Кременчуцького водосховища, село Старе потрапило до переліку тих, що мали бути затоплені і відповідно зняті з обліку.
Чимало старинців оселились у перенесеному селі Васютинці (сусіднє найбільше село, що також згодом було затоплене, проте вдалося здійснити переселення мешканців).